# Scatophila bipiliaris
Scatophila bipiliaris är en tvåvingeart som beskrevs av Sturevant och Wheeler 1954. Scatophila bipiliaris ingår i släktet Scatophila och familjen vattenflugor.
Artens utbredningsområde är Kalifornien. Inga underarter finns listade i Catalogue of Life.